# Пеллегрино-Парменсе
Пеллегрино-Парменсе (итал. Pellegrino Parmense) —  коммуна в Италии, располагается в регионе Эмилия-Романья, в провинции Парма.
Население составляет 1182 человека (2008 г.), плотность населения составляет 14 чел./км². Занимает площадь 82 км². Почтовый индекс — 43047. Телефонный код — 0524.
Покровителем коммуны почитается святой Иосиф Обручник, празднование 19 марта.

## Демография
Динамика населения:

## Администрация коммуны
- Официальный сайт: http://www.comune.pellegrino-parmense.pr.it/ Архивная копия от 18 апреля 2010 на Wayback Machine